# Tomobrachyta
Tomobrachyta is een kevergeslacht uit de familie van de boktorren (Cerambycidae). De wetenschappelijke naam van het geslacht werd voor het eerst geldig gepubliceerd in 1887 door Fairmaire.

## Soorten
Tomobrachyta omvat de volgende soorten:
- Tomobrachyta jenisi Adlbauer, 2001
- Tomobrachyta nigroplagiata Fairmaire, 1887